# Borne itinéraire de Saint-Yan
La borne itinéraire de Saint-Yan est une borne routière de l'ancien régime, située à Saint-Yan dans le département français de Saône-et-Loire et la région Bourgogne-Franche-Comté.

## Historique
Elle est implantée place de la mairie, au carrefour des D 982 et D 352. Elle marquait la bifurcation de la route n° 16 de la Champagne (près de Châtillon) au Lyonnais et au Forez (Roanne) par Semur, Saulieu, Autun, Digoin et Marcigny, avec la route n° 38 tendant vers Mâcon par Charolles. Elle indique aussi la route de Dijon par Charolles, Joncy, Givry et Chagny; celle de Moulins par Chevagnes ; de Decize par Bourbon-Lancy. Bien mise en valeur devant la mairie, sa lecture en est facilitée par la peinture noire des directions et des distances.
Elle fait l'objet d'une inscription au titre des monuments historiques depuis le 13 mars 1950.